# Sloanea medusula
Sloanea medusula là một loài thực vật có hoa trong họ Côm. Loài này được K. Schum. & Pittier miêu tả khoa học đầu tiên năm 1914.